# Ralf Raps
Ralf Raps (* 10. Oktober 1960 in Köln) ist ein ehemaliger deutscher Fußballspieler.

## Karriere
Ralf Raps spielte als Torwart unter anderem für Eintracht Frankfurt und Hannover 96 in der Bundesliga und in der 2. Bundesliga. Für die Frankfurter Eintracht brachte er es jedoch nur auf einen einzigen Bundesligaeinsatz in der Saison 1981/82.
Raps wuchs im Groß-Gerauer Stadtteil Dornheim (Hessen) auf und begann bei seinem Heimatverein, der SG Dornheim 1886 e. V., mit dem Fußballspielen. Bereits als C-Jugendlicher wechselte er zur Frankfurter Eintracht. 1982 folgte der Wechsel von Eintracht Frankfurt zum damaligen Zweitligisten Hannover 96. Nach zwei Jahren als Nr. 2 hinter Stammtorwart Jürgen Rynio wurde er in der Saison 84/85 unter Trainer Werner Biskup Stammtorhüter und bestritt alle 38 Spiele. Hannover beendete die Saison auf Platz 2 und stieg in die Bundesliga auf. Es folgte 1985/86 jedoch der sofortige Wiederabstieg, wobei Raps in 32 Spielen im Tor stand. Im Jahr danach 1986/87 gelang Hannover unter Trainer Jürgen Wähling der sofortige Wiederaufstieg, an dem Raps jedoch nur in 7 Spielen mitwirken konnte. Die folgenden zwei Spielzeiten in der Bundesliga bestritt er wieder als Stammtorwart: 1988 erreichte Hannover souverän Platz 10, musste 1989 jedoch erneut absteigen. Nach dem Abstieg endete der Vertrag, der nur für die 1. Liga galt und noch ein weiteres Jahr lief. Ralf Raps beendete mit 28 Jahren seine Karriere als Fußballprofi und widmete sich nun ganz seiner im Jahr 1985 gegründeten Sportmarketing-Agentur mit Sitz im hessischen Fischbachtal. Er bestritt insgesamt 89 Bundesligaspiele und 45 Zweitligaspiele.
Ralf Raps, der an den Aufstiegen in die Bundesliga 1985 und 1987 beteiligt war, war bei den Fans von Hannover 96 außerordentlich beliebt. Seine beiden direkten Nachfolger im Tor der Niedersachsen, Hans Wulf und Andreas Nagel, hatten es bei den Fans entsprechend schwer. Erst Jörg Sievers gelang es, nach dem DFB-Pokalsieg 1992 ähnliche Popularität zu erlangen.